# ANT-1
ANT-1 – radziecki samolot sportowy, w konstrukcji którego zastosowano po raz pierwszy elementy metalowe, pierwszy samolot skonstruowany przez Andrieja Tupolewa.

## Historia
W 1922 roku Andriej Tupolew został głównym konstruktorem w doświadczalnym biurze konstrukcyjnym Centralnego Instytutu Aerohydrodynamicznego. Na wniosek Wydziału Lotniczego CAGI rozpoczął on wtedy pracę nad budową samolotu sportowego w układzie dolnopłata.
Budowę tego samolotu, który otrzymał oznaczenie ANT-1, rozpoczęto w kwietniu 1922 roku, początkowo samolot ten miał mieć konstrukcję drewnianą, lecz w związku z opracowaniem w instytucie CAGI lekkiego metalu na bazie stopu duraluminium i niklu oraz podjęciu jego produkcji w zakładach metalowych w miejscowości Kolczugino, zdecydowano się zastosować ten stop do konstrukcji samolotu. Opóźniło to jego budowę, lecz ostatecznie użyto elementów metalowych do konstrukcji skrzydła oraz zastosowano linki metalowe. Problemem był także silnik samolotu. Ostatecznie w samolocie zamontowano używany silnik marki Anzani o mocy zaledwie 35 KM.
Budowę zakończono dopiero w 1923 roku,  a 21 października 1923 roku został oblatany. Start samolotu do pierwszego lotu odbył się z dawnego placu Kadetów w dzielnicy Moskwy – Lefortowo, skąd poleciał na lotnisko im. Trockiego. Pierwsze próby wykazały, że jest to udana konstrukcja. Dalsze loty odbywały się już z lotniska. W czasie tych lotów potwierdzono, że można stosować elementy metalowe w konstrukcji i nie powodują one zmniejszenia osiągów samolotu. Po krótkim okresie lotów próbnych uszkodzeniu uległ silnik samolotu, który już wcześniej był zużyty. Próby jego naprawy nie dały rezultatu, a brak nowego silnika spowodował, że samolot został umieszczony w Instytucie jako eksponat. Ostatecznie uległ zniszczeniu w 1937 roku.

## Użycie
Samolot ANT-1 był używany tylko do lotów próbnych. Po uszkodzeniu silnika był eksponatem w Centralnym Instytucie Aerohydrodynamicznym.

## Opis konstrukcji
Jednomiejscowy dolnopłat o konstrukcji mieszanej. Kadłub prostokątny, szkielet wykonany z elementów metalowych oraz drewnianych, pokryty płótnem. W kadłubie mieściła się odkryta kabina z podstawowymi przyrządami lotniczymi.
Płaty o konstrukcji mieszanej, żebra wykonane z metalu, pozostałe części z drewna. Podwozie klasyczne, dwukołowe stałe. Na końcu kadłuba płoza ogonowa. Napęd stanowił jeden silnik gwiazdowy umieszczony w przedniej części kadłuba, 6-cylindrowy, chłodzony powietrzem.